# Clubiona esuriens
Clubiona esuriens là một loài nhện trong họ Clubionidae.
Loài này thuộc chi Clubiona. Clubiona esuriens được Tord Tamerlan Teodor Thorell miêu tả năm 1897.